# Джаббар-Расуловський район
Расу́ловська но́хія (тадж. Ноҳияи Расулов) — адміністративна одиниця другого порядку в складі Согдійського вілояту Таджикистану. Центр — смт Мехробод, розташоване за 20 км від Худжанда.

## Географія
Нохія розташована в західній частині Ферганської долини. На заході межує з Спітаменською, а на північному сході — з Гафуровською нохіями Согдійського вілояту, на півдні та південному сході має кордон з Киргизстаном. Окрім цього має невеликий анклав на території Киргизстану по річці Булак-Баши-Сай біля залізничної станції Кайрагач.

## Адміністративний поділ
Адміністративно нохія поділяється на 5 джамоатів та 1 смт (Мехробод):
| Расуловська нохія (2002) |           |                    |
| Джамоат                  | Населення | Центр              |
| Дехмойський джамоат      | 13335     | кишлак Дехмой      |
| Гулакандозький джамоат   | 32232     | кишлак Гулакандоз  |
| Гульхонський джамоат     | 23193     | кишлак Гульхона    |
| Узбеккишлацький джамоат  | 15933     | кишлак Узбеккишлак |
| Хайотінавський джамоат   | 11450     | кишлак Навобод     |

## Історія
Нохія утворена 21 січня 1935 року як Пролетарський район в складі Ленінабадської області Таджицької РСР. Після отримання Таджикистаном незалежності називається Пролетарською нохією, а з 28 грудня 1993 року названа на честь державного діяча Джаббара Расулова Расуловською нохією.